# (215423) Winnecke
(215423) Winnecke est un astéroïde de la ceinture principale.

## Description
(215423) Winnecke est un astéroïde de la ceinture principale. Il fut découvert le 4 avril 2002 à l'Observatoire Palomar par Maik Meyer. Il présente une orbite caractérisée par un demi-grand axe de 2,27 UA, une excentricité de 0,14 et une inclinaison de 3,5° par rapport à l'écliptique.

## Compléments